# Rodolfo Acquaviva

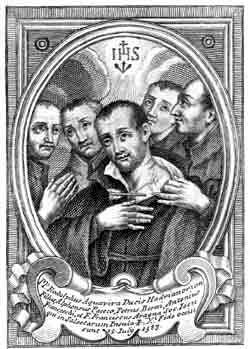
Der Selige Rodolfo Acquaviva (vorn) und seine Gefährten

Rodolfo Acquaviva (* 2. Oktober 1550 in Atri; † 25. Juli 1583 bei Cuncolim, Goa) oder auch Rudolf Acquaviva ist ein Seliger der katholischen Kirche. Er war italienischer Jesuit und Missionar, der in Indien als Märtyrer starb.

## Werdegang

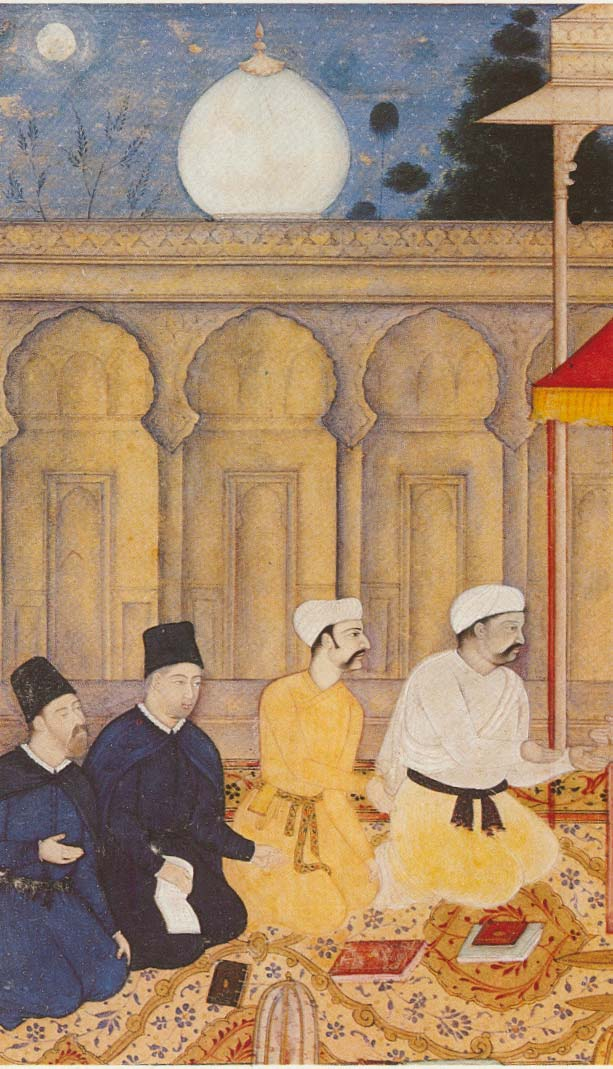
Die Jesuiten am Hof des Großmoguls, Illustration aus dem Akbar-nāma

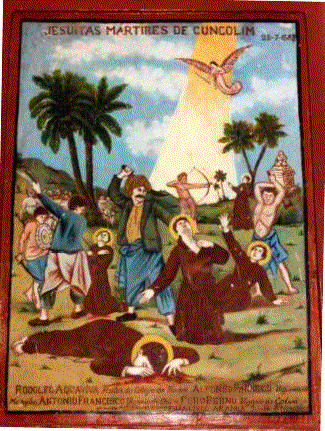
Das Martyrium von Rodolfo Acquaviva und Gefährten; naives Gemälde aus dem 18. Jahrhundert, in der Kirche von Colva bei Goa

Als Sohn des Herzogs von Atri übernahm er 1567 beim Eintritt seines Onkels Claudio Acquaviva in die Gesellschaft Jesu dessen Funktion am Hof von Papst Pius V., wollte jedoch dem Onkel folgen und erhielt nach zwei Monaten inständigen Bittens das Einverständnis seines Vaters. Am 2. April 1568 begann er sein Noviziat, studierte zuerst Literatur in Macerata, dann Philosophie und Theologie in Rom. Zum Missionsdienst in Indien bestimmt, erhielt er 1578 in Lissabon die Priesterweihe und erreichte noch im selben Jahr Goa, wo er zunächst am Kolleg Sankt Paul unterrichtete und im Februar 1580 zusammen mit einem anderen Jesuiten nach Fatehpur Sikri an den Hof des Großmoguls Akbar I. aufbrach, der sich für das Christentum interessierte.
Da sich der Herrscher aber nicht bekehren lassen wollte, kehrten die Jesuiten 1583 nach Goa zurück, wo Acquaviva zum Leiter der Missionen auf der Halbinsel Salsette gemacht wurde. Im Juli segelte er zusammen mit Pietro Berno und drei weiteren Jesuiten dorthin und begann sofort eine Visitation der Missionen, die ihn bis nach Cuncolim führte. Als sie dort am 25. Juli ankamen, wurden sie von einem Stammesführer gewarnt, die Ortschaft zu betreten, da sie wegen innerer Streitigkeiten in einem Aufruhr sei. Während die Jesuiten außerhalb von Cunculim warteten, dass sich die Lage beruhigte, wurden sie von hinduistischen Kriegern angegriffen und ermordet.
Am 2. April 1893 wurden Acquaviva und Pietro Berno sowie vier weitere mit ihnen getötete Jesuiten von Papst Leo XIII. seliggesprochen. Ihr Gedenktag ist der 4. Februar.

## Familienbeziehungen
Claudio Acquaviva (1543–1615), der 5. Jesuitengeneral, war der Onkel des Märtyrers (Bruder seines Vaters). Onkel mütterlicherseits (Bruder der Mutter) war Kardinal Rodolfo Pio da Carpi (1500–1564). Rodolfo Acquaviva war auch verwandt mit Aloisius von Gonzaga; beide stammten von derselben Ur-Urgroßmutter ab.
Sein älterer Bruder Giulio war ebenfalls Kardinal, ebenso sein jüngerer Bruder Ottavio, der zudem von 1605 bis 1612 Erzbischof von Neapel war. Ein weiterer Bruder Orazio war Kapuziner und von 1592 bis 1617 Bischof von Caiazzo. Sein Großneffe Ottavio Acquaviva d’Aragona wurde 1654 gleichfalls zum Kardinal erhoben.